# 15 юли
15 юли е 196-ият ден в годината според григорианския календар (197-и през високосна). Остават 169 дни до края на годината.

## Събития
- 1099 г. – По време на Първия кръстоносен поход приключва обсадата на Йерусалим, при която кръстоносците успяват да проникнат в града.
- 1240 г. – Състои се Битката при Нева, в която новгородската армия, водена от Александър Невски, нанася тежко поражение на шведските сили.
- 1410 г. – Състои се Битката при Таненберг между обединените сили на Кралство Полша и Великото литовско княжество и войските на Тевтонския орден.
- 1669 г. – Регистрирано е най-голямото изригване на вулкана Етна.
- 1799 г. – Френски войници откриват Розетския камък в пристанището на египетския град Розета.
- 1895 г. – Бившият министър-председател на България Стефан Стамболов е съсечен в центъра на София и 3 дни по-късно умира от раните си.
- 1954 г. – Състои се първият полет на първия американски пътнически лайнер – „Боинг 707“.
- 1965 г. – Константинос II е принуден да подаде оставка от поста министър-председател на Гърция.
- 1966 г. – Подписва се Българо-съветска спогодба за изграждане на атомна електрическа централа в Народна република България.
- 1997 г. – В Маями, Флорида, серийния убиец Андрю Кунанан застрелва италианския моден дизайнер Джани Версаче пред дома му.
- 2004 г. – Христо Стоичков е назначен за треньор на Националния отбор по футбол на България.
- 2006 г. – След 2 години прекъсване се провежда традиционният фестивал Парад на любовта в Берлин.
- 2009 г. – Самолетът при полет 7908 на „Каспиан Еърлайнс“ се разбива близо до село Джанатабад, извън град Казвин в северозападен Иран и убива всички 168 души на борда.
- 2010 г. – Аржентина става първата държава в Латинска Америка, която официално разрешава еднополовите бракове.

## Родени
- 1606 г. – Рембранд ван Рейн, холандски художник († 1669 г.)
- 1724 г. – Мария-Франциска фон Зулцбах, германска благородничка († 1794 г.)
- 1737 г. – Луиза Френска, френска благородничка († 1787 г.)
- 1823 г. – Александър фон Хесен-Дармщат, германски принц († 1892 г.)
- 1848 г. – Вилфредо Парето, икономист и социолог († 1923 г.)
- 1853 г. – Мария Ермолова, руска актриса († 1928 г.)
- 1856 г. – Стефан Границки, български учител († 1910 г.)
- 1854 г. – Васил Радославов, министър-председател на България († 1929 г.)
- 1864 г. – Стоян Топузов, български военен деец († 1913 г.)
- 1887 г. – Кирил Шиваров, скулптор и архитект († 1938 г.)
- 1892 г. – Валтер Бенямин, германски литературен критик и писател († 1940 г.)
- 1892 г. – Янко Анастасов, български художник († 1958 г.)
- 1901 г. – Кирил Дрангов, български революционер († 1946 г.)
- 1918 г. – Бъртрам Брокхауз, канадски физик, Нобелов лауреат († 2003 г.)
- 1919 г. – Айрис Мърдок, британска писателка († 1999 г.)
- 1922 г. – Лион Ледърман, американски физик, Нобелов лауреат († 2018 г.)
- 1923 г. – Бинка Желязкова, български режисьор († 2011 г.)
- 1928 г. – Пал Бенкьо, унгарски шахматист († 2019 г.)
- 1930 г. – Александър Пиндиков, български културен деятел († 2017 г.)
- 1938 г. – Тодор Ив. Живков, български фолклорист, етнолог, политик († 2001 г.)
- 1943 г. – Дорис Рунге, немска поетеса
- 1946 г. – Линда Ронстад, американска певица
- 1948 г. – Майкъл Кремо, американски писател
- 1951 г. – Георги Балабанов, български актьор
- 1952 г. – Тери О'Куин, американски актьор
- 1956 г. – Джо Сатриани, американски рок китарист
- 1960 г. – Александър Донев, български музикант
- 1960 г. – Ана Харламенко, молдовски журналист и политик
- 1961 г. – Форест Уитакър, американски актьор
- 1966 г. – Ирен Жакоб, френска актриса
- 1966 г. – Петър Михтарски, български футболист
- 1967 г. – Адам Савидж, американски водещ
- 1969 г. – Анатоли Нанков, български футболист
- 1970 г. – Цветан Гашевски, български спортист
- 1970 г. – Юлиан Вергов, български актьор
- 1971 г. – Александър Делчев, български шахматист
- 1973 г. – Иван Бърнев, български актьор
- 1975 г. – Гео Чобанов, български оперен певец
- 1976 г. – Каролина Шути, австрийска писателка
- 1979 г. – Александер Фрай, швейцарски футболист
- 1984 г. – Живко Миланов, български футболист
- 1992 г. – Кохару Кусуми, японска певица (Morning Musume)

## Починали
- 1015 г. – Владимир I, велик княз на Киевска Рус (* ок. 958)
- 1274 г. – Бонавентура, италиански теолог и светец (* 1221)
- 1291 г. – Рудолф I, крал на Германия (* 1218 г.)
- 1542 г. – Лиза дел Джокондо, (* 1479 г.)
- 1609 г. – Анибале Карачи, италиански художник (* 1560 г.)
- 1828 г. – Жан Антоан Удон, френски скулптор (* 1741 г.)
- 1858 г. – Александър Иванов, руски художник (* 1806 г.)
- 1877 г. – Цачо Шишков, български доброволец (* 1837 г.)
- 1879 г. – Йохан Фридрих фон Брант, германски зоолог (* 1802 г.)
- 1888 г. – Александър Дрентелн, руски офицер (* 1820 г.)
- 1890 г. – Готфрид Келер, швейцарски писател (* 1819 г.)
- 1892 г. – Светослав Миларов-Сапунов, български писател (* 1850 г.)
- 1904 г. – Антон Чехов, руски писатели (* 1860 г.)
- 1904 г. – Вячеслав Плеве, руски политик (* 1846 г.)
- 1907 г. – Трендафил Думбалаков, български военен и революционер (* 1889 г.)
- 1916 г. – Иля Мечников, руски биолог, Нобелов лауреат (* 1845 г.)
- 1918 г. – Димитър Кирков, български военен деец (* 1861 г.)
- 1919 г. – Херман Емил Фишер, немски химик, Нобелов лауреат през 1902 г. (* 1852 г.)
- 1929 г. – Хуго фон Хофманстал, поет, романист и драматург (* 1874 г.)
- 1932 г. – Илия Димитриев, български военен деец (* 1855 г.)
- 1933 г. – Климент Бояджиев, български офицер (* 1861 г.)
- 1937 г. – Георги Гешев, български шахматист (* 1903 г.)
- 1948 г. – Джон Пършинг, американски генерал (* 1860 г.)
- 1954 г. – Айни, таджикски писател, учен и общественик (* 1878 г.)
- 1965 г. – Георги Манев, български физик (* 1884 г.)
- 1970 г. – Ерик Берн, американски психолог (* 1910 г.)
- 1982 г. – Карло Луканов, български политик (* 1897 г.)
- 1997 г. – Джани Версаче, италиански моден дизайнер – убит (* 1946 г.)
- 2002 г. – Любомир Далчев, български художник и скулптор (* 1902 г.)
- 2010 г. – Йанде Коду Сен, сенегалска певица (* 1932 г.)
- 2011 г. – Владимир Голев, български писател и поет (* 1922 г.)
- 2017 г. – Мартин Ландау, американски актьор (* 1928 г.)

## Празници
- Православна църква – Св.княз Владимир
- Ботсуана – Ден на президента
- Бразилия – Ден на мъжете
- Бруней – Ден на султана